# Công nhận các cặp cùng giới ở Cộng hòa Séc
Cộng hòa Séc cung cấp quan hệ đối tác đã đăng ký (tiếng Séc: registerrvané Partnerství) cho các cặp cùng giới. Quan hệ đối tác đã đăng ký cấp một số quyền kết hôn, bao gồm thừa kế, quyền tuyên bố bạn cùng giới như người thân, quyền thăm bệnh viện, quyền thăm tù và quyền tù, đặc quyền vợ chồng và quyền cấp dưỡng, nhưng không cho phép nhận con nuôi chung, trợ cấp của góa phụ hoặc quyền sở hữu chung. Luật hợp tác đã đăng ký được thông qua vào tháng 3 năm 2006 và có hiệu lực vào ngày 1 tháng 7 năm 2006. Quốc gia này cũng cấp tình trạng sống thử chưa đăng ký cho "những người sống trong một gia đình chung" mang lại cho các cặp vợ chồng quyền thừa kế và quyền kế thừa trong nhà ở.

## Lịch sử

### Sống chung không đăng ký
Đã có một số nỗ lực để cho phép quan hệ đối tác đăng ký cùng giới. Năm 1998, một dự luật hợp tác đã đăng ký đã đạt tới Hạ viện, nhưng không thành công bởi hai phiếu. Năm 1999, phòng bỏ phiếu chống lại một dự luật khác. Vào tháng 2 năm 2001, Chính phủ đã trình một dự luật thứ ba, đã bị Quốc hội bác bỏ vào tháng 10 năm 2001.
Vào ngày 11 tháng 2 năm 2005, một dự luật khác đã thất bại bởi một phiếu bầu. Nó được ủng hộ bởi 82 trong số 165 nghị sĩ có mặt - hầu hết bỏ phiếu ủng hộ là Đảng Dân chủ Xã hội, Cộng sản, thành viên Liên minh Tự do và một số đại biểu của Đảng Dân chủ Dân chủ đối lập (ODS).
Vào tháng 4 năm 2005, một dự luật hợp tác mới đã thông qua bài đọc đầu tiên trong phòng với 82 phiếu thuận và 9 phiếu chống. Vào ngày 16 tháng 12 năm 2005, nó đã vượt qua lần đọc thứ ba với 86 phiếu thuận, 54 phiếu chống và 7 phiếu trắng.

## Hôn nhân cùng giới
Đảng Xanh và Đảng Hải tặc bày tỏ sự ủng hộ đối với hôn nhân cùng giới trong các chương trình bầu cử năm 2017 của họ.
Sau khi Bundestag Đức thông qua luật hôn nhân cùng giới Bundestag, Zbyněk Stanjura, phó của Đảng Dân chủ Dân sự của ông có thể đồng ý bỏ phiếu miễn phí tại Quốc hội.
Trước khi bầu cử tháng 10 năm 2017, các nhà hoạt động LGBT đã bắt đầu một chiến dịch mang tên "Chúng ta công bằng" (tiếng Séc: Jsme fér) để đạt được hôn nhân cùng giới trong vòng bốn năm tới. Chiến dịch cũng yêu cầu tất cả các ứng cử viên cho Phòng đại biểu cho vị trí của họ về hôn nhân cùng giới. 82 trong số 200 nghị sĩ được bầu (một số nghị sĩ không trả lời) ủng hộ hôn nhân cùng giới: 38 (trong số 78) thành viên đảng ANO 2011, 1 (trong số 25) thành viên đảng ODS, 18 (trong số 22) thành viên đảng Hải tặc, 5 (trong số 15) thành viên đảng Cộng sản, 10 (trong số 15) thành viên đảng Dân chủ, 1 (trong số 10) thành viên đảng Dân chủ Thiên chúa giáo, 4 (trong số 7) thành viên đảng TOP 09 và 5 (trong số 6) thành viên đảng STAN. Không thành viên nào của đảng SPD ủng hộ hợp pháp hóa hôn nhân cùng giới.
Thủ tướng Andrej Babiš ủng hộ việc hợp pháp hóa hôn nhân cùng giới.
Vào ngày 12 tháng 6 năm 2018, một dự luật hợp pháp hóa hôn nhân cùng giới, được tài trợ bởi 46 đại biểu, đã được giới thiệu cho Phòng đại biểu. Đáp lại, ba ngày sau, một nhóm gồm 37 đại biểu đã đề xuất sửa đổi hiến pháp để xác định hôn nhân là sự kết hợp của một người đàn ông và một người phụ nữ. Dự luật cho phép kết hôn cùng giới đòi hỏi đa số đơn giản trong Phòng đại biểu, trong khi sửa đổi hiến pháp cần 120 phiếu. Vào ngày 22 tháng 6 năm 2018, Chính phủ của Andrej Babiš đã tuyên bố ủng hộ cho dự luật hôn nhân cùng giới. Chiến dịch "Chúng tôi công bằng" đã trao 70.350 chữ ký ủng hộ hôn nhân cùng giới cho Phòng đại biểu vào cuối tháng 6. Lần đọc đầu tiên của dự luật hôn nhân cùng giới đã được lên kế hoạch vào ngày 31 tháng 10, nhưng đã bị trì hoãn đến ngày 14 tháng 11. Khi cuộc tranh luận về cả hai dự luật bắt đầu, các nghị sĩ riêng lẻ đã nói về cả hai mặt của vấn đề thay vì chia rẽ về đường lối của đảng, biểu thị cho phiếu bầu lương tâm. Một cuộc bỏ phiếu đã được dự kiến vào tháng 1 năm 2019, nhưng sau đó đã bị hoãn đến ngày 26 tháng 3 năm 2019; tuy nhiên, không có phiếu bầu nào diễn ra vào ngày 26 tháng 3 và không có ngày mới nào được công bố.
Vào ngày 10 tháng 1 năm 2019, Tổng thống Miloš Zeman tuyên bố rằng ông có thể phủ quyết dự luật hợp pháp hóa hôn nhân cùng giới, nếu nó được thông qua bởi Nghị viện. Một quyền phủ quyết như vậy sẽ buộc một cuộc bỏ phiếu thứ hai về luật, với sự hỗ trợ của 50% số đại biểu cần thiết để luật được thông qua.